# Fructose
Fructose, ook levulose (van het Latijnse laevus, links) of vruchtensuiker, is een monosacharide (een enkelvoudige suiker) met als brutoformule C6H12O6 (een ketohexose). Fructose komt onder andere voor in zoete vruchten. In sacharose (riet- en bietsuiker) is fructose gebonden aan glucose (druivensuiker). Twee moleculen fructose kristalliseren met een molecule water. Fructose is linksdraaiend (zie ook invertsuiker).

## Zoetigheid
Fructose wordt veel gebruikt als zoetstof. Het is 2,5 maal zo zoet als glucose en circa 1,7 keer zo zoet als sacharose. Het kan niet als vervanger van gewone suiker worden gebruikt in producten voor diabetici. Verder wordt in de meeste calorie-arme (light) zoete producten geen fructose gebruikt omdat zoetstoffen als aspartaam en acesulfaam-K honderden malen zo zoet zijn als sacharose en daarom voor dezelfde zoetkracht veel minder calorieën leveren.

Relatieve zoetheid van een aantal suikers en suikerachtige zoetstoffen

Fructose wordt sneller door het lichaam opgenomen dan sacharose of glucose en de smaaksensatie is sterker en verdwijnt sneller dan bij sacharose. Fructose kan ook andere smaken versterken.
Fructose is jarenlang beschouwd als een veilige suiker voor diabetici, omdat het niet leidt tot een snelle verhoging van de bloedsuikerspiegel. Hoewel fructose inderdaad langzamer in het bloed wordt opgenomen, begint men van dat standpunt terug te komen omdat er aanwijzingen zijn dat veelvuldig gebruik van fructose juist kan bijdragen aan diabetes en aanverwante aandoeningen.

## Metabolisme van fructose
Er wordt veel onderzoek gedaan naar wat het lichaam exact met fructose doet. Fructose kan niet direct omgezet worden in glucose en in de keten van de glucose dissimilatie ingevoerd worden. Het wordt via een uitgebreid systeem aan enzymen in diverse stoffen omgezet. Dit gebeurt voornamelijk in de lever. Slechts een klein gedeelte hiervan kan in de glucose dissimilatie worden opgenomen. Het grootste gedeelte wordt via trifosfaten omgezet in triglyceriden. Deze kunnen op hun beurt wel omgezet worden in glucose. Daarnaast ontstaan er producten die in andere processen gebruikt worden of door het lichaam worden uitgescheiden.

## Fructose in voedsel
Hoewel de naam fructose anders doet vermoeden, bevatten de meeste fruitsoorten in onbewerkte vorm slechts relatief kleine hoeveelheden pure fructose, ook ten opzichte van de hoeveelheid glucose; meestal niet meer dan 5 gram per 100 gram. Abrikozen, pruimen, bessen en grapefruit bevatten niet meer dan 1,5 gram per portie van 100 gram. In de meeste groenten komt nauwelijks (pure) fructose voor.
Verreweg de meeste fructose in de voeding is afkomstig van sacharose, dat in de spijsvertering wordt afgebroken tot gelijke delen glucose en fructose, evenals van glucose-fructosestroop. Veel voedingsmiddelen en frisdranken worden gezoet met glucose-fructosestroop. Het is een populair zoetmiddel omdat het veel zoeter is dan sacharose of glucose, aanmerkelijk goedkoper is en langer bewaard kan worden. Het wordt soms als "natuurlijke suikers" gepromoot. In de VS (maar nauwelijks daarbuiten) wordt in plaats van bietsuiker veelal High Fructose Corn Syrup (HFCS) gebruikt. Het fructosegehalte ervan verschilt echter niet of nauwelijks van dat van bietsuiker.
Een natuurlijke bron van fructose is honing, dat ongeveer 40% fructose bevat.
Tabel 1 laat zien hoeveel suikers in bekende soorten fruit en groenten zit.
| Voedselsoort       | hoeveelheid koolhydraten | hoeveelheid suikers | Vrije fructose | Vrije glucose | Sacharose | Verhouding fructose/ glucose | Sacharose als % van totaal aan suikers |
| Fruit              |                          |                     |                |               |           |                              |                                        |
| ------------------ | ------------------------ | ------------------- | -------------- | ------------- | --------- | ---------------------------- | -------------------------------------- |
| Appel              | 13,8                     | 10,4                | 5,9            | 2,4           | 2,1       | 2,0                          | 19,9                                   |
| Abrikoos           | 11,1                     | 9,2                 | 0,9            | 2,4           | 5,9       | 0,7                          | 63,5                                   |
| Banaan             | 22,8                     | 12,2                | 4,9            | 5,0           | 2,4       | 1,0                          | 20,0                                   |
| Druiven            | 18,1                     | 15,5                | 8,1            | 7,2           | 0,2       | 1,1                          | 1,0                                    |
| Perzik             | 9,5                      | 8,4                 | 1,5            | 2,0           | 4,8       | 0,9                          | 56,7                                   |
| Ananas             | 13,1                     | 9,9                 | 2,1            | 1,7           | 6,0       | 1,1                          | 60,8                                   |
| Peer               | 15,5                     | 9,8                 | 6,2            | 2,8           | 0,8       | 2,1                          | 8,0                                    |
| Groenten           |                          |                     |                |               |           |                              |                                        |
| Rode biet          | 9,6                      | 6,8                 | 0,1            | 0,1           | 6,5       | 1,0                          | 96,2                                   |
| Wortel             | 9,6                      | 4,7                 | 0,6            | 0,6           | 3,6       | 1,0                          | 70,0                                   |
| Suikermaïs         | 19,0                     | 3,2                 | 0,5            | 0,5           | 2,1       | 1,0                          | 64,0                                   |
| Rode paprika, zoet | 6,0                      | 4,2                 | 2,3            | 1,9           | 0,0       | 1,2                          | 0,0                                    |
| Zoete uien         | 7,6                      | 5,0                 | 2,0            | 2,3           | 0,7       | 0,9                          | 14,3                                   |
| Zoete aardappel    | 20,1                     | 4,2                 | 0,7            | 1,0           | 2,5       | 0,9                          | 60,3                                   |
| Yam                | 27,9                     | 0,5                 | sp             | sp            | sp        | –                            | sp                                     |
| Suikerriet         |                          | 13 – 18             | 0,2 – 1,0      | 0,2 – 1,0     | 11 – 16   | 1,0                          | 100                                    |
| Suikerbiet         |                          | 17 – 18             | 0,1 – 0,5      | 0,1 – 0,5     | 16 – 17   | 1,0                          | 100                                    |

(Alle gegevens zijn in gram suiker etc. per 100 g product. "sp" = sporen.)
De verhouding fructose / glucose is berekend door de vrije fructose bij de helft van sacharose op te tellen, delen door totaal de hoeveelheid vrije glucose en de helft van sacharose.

## Effecten
De consumptie van vruchtensappen met een hoog percentage fructose in verhouding tot glucose (zoals appel- en perendiksap) leidt bij baby's en kinderen tot vijf jaar regelmatig tot fructosemalabsorptie. De cellen (enterocyten) die bij kleine kinderen de dunne darm van binnen bekleden, zijn minder in staat fructose op te nemen dan glucose. Fructosemalabsorptie kan leiden tot rusteloosheid, darmkrampjes, winderigheid en buikpijn, evenals tot (osmotische) diarree.
Er zijn vermoedens dat langdurige hoge inname van fructose, meestal als gevolg van consumptie van al dan niet "verborgen" suikers, leidt tot metabool syndroom, insulineresistentie, obesitas, leververvetting, diabetes en cardiovasculaire aandoeningen (waaronder hypertensie, hartinfarct, dyslipidemie. Bij normaal gebruik van sucrose en fructose zijn echter volgens een onderzoeksoverzicht uit 2013, deels gesponsord door de ASN (American Society of Nutrition), geen nadelige effecten te verwachten.

## Erfelijke fructose-intolerantie
Mensen met een erfelijke fructose-intolerantie kunnen ofwel een defect hebben aan
- het enzym fructose-1-fosfaataldolase. Door de inactiviteit van dit enzym hoopt fructose-1-fosfaat zich op in de lever. Naast tot ophoping van fructose in het bloed (fructosemie), leidt dit ook tot een afbraak van ATP tot urinezuur. Zelfs bij inname van zeer geringe hoeveelheden fructose kan dit leiden tot een verhoging van het serum-uraat. Dit kan wijzen op familiaire fructose-intolerantie als oorzaak van (erfelijke) jicht.[9]
- leverenzym fructokinase, waardoor fructose onveranderd in de urine wordt uitgescheiden (fructosurie). Dit is een relatief onschuldige aandoening die meestal zonder veel klachten verloopt.